# Красимир Стоянов (космонавт)
Вижте пояснителната страница за други личности с името Красимир Стоянов.
Красимир Михайлов Стоянов (роден на 24 януари 1961 г. във Варна) е български космонавт и полковник, дубльор на космонавта Александър Александров.
Завършва СПТУ по корабостроене в родния си град, учи от 1979 до 1984 г. и завършва ВНВВУ „Георги Бенковски“ в Долна Митрополия. От 1984 до 1986 г. служи като летец-изтребител във ВВС на НРБ.
През 1986 г. е избран сред двамата кандидати за съветско-българския космически полет по програмата „Шипка“. Преминал е курс на подготовка в Центъра за подготовка на космонавти „Юрий Гагарин“. През 1988 е назначен в дублиращия екипаж на космическия кораб „Союз ТМ-5“ като дубльор на втория български космонавт Александър Александров. След идването на демокрацията работи като главен инженер в Института за космически изследвания към БАН, а до  До 2000 г. работи в Института за космически изследвания и технологии. В интервю за Истории от прехода Красимир Стоянов споделя: "Паралелно с това продължавах да поддържам летателната си подготовка, която в началото беше доста по-голяма и с повече часове, но в последствие започнаха тези часове да намаляват, тъй като бяха въведени ограничения, свързани с ползването на горивото. След 1996 г. бях назначен за помощник директор в Института за космически изследвания, като след 2000 г. настъпиха кардинални промени и изменения в Закона за отбраната и въоръжените сили.  Наложи се да се върна отново във Военновъздушните сили, тъй като се предлагаше опцията да остана в Института, но като цивилен, без да имам звания. Избрах да се върна във Военновъздушните сили, тъй като финансовите възможности там бяха по-добри – заплатите бяха по-големи. В Института получавах 1/3 по-малко от заплатите на моите колеги, които летяха и това разбира се можеше да рефлектира върху размера на пенсията ми. Но тези 9 години ги отдадох на науката и в името на това, което можеше да става, тъй като имаше разговори след като приключи вторият полет да има и трети полет, в който да участва България и той да е след няколко години. Този полет трябваше да се осъществи в средата на 90-те години, но след като настъпи този преход нещата започнаха да се дебалансират и се видя, че такъв вариант за трети полет на българин в космоса става все по-малко вероятен".